# Punt G
El punt G, també anomenat punt de Gräfenberg (pel ginecòleg alemany Ernst Gräfenberg), es caracteritza per ser una zona erògena de la vagina que, quan s'estimula, pot provocar una forta excitació sexual, orgasmes potents i una possible ejaculació femenina. No és pròpiament un punt, sinó una zona especialment sensible a la paret anterior de la vagina. Normalment es troba entre 5-8 cm per la paret vaginal frontal (anterior) entre l'obertura vaginal i la uretra i és una zona sensible que pot formar part de la pròstata femenina.
No s'ha demostrat l'existència del punt G, ni tampoc l'origen de l'ejaculació femenina. Encara que el punt G s'ha estudiat des de la dècada de 1940, persisteix el desacord sobre la seua existència com a estructura, definició i ubicació diferents. El punt G pot ser una extensió del clítoris, que junts poden ser la causa dels orgasmes experimentats per via vaginal. Els sexòlegs i altres investigadors els preocupa que les dones es consideren disfuncionals si no experimenten estimulació del punt G i subratllen que no experimentar-la també és normal.
Se l'anomena així per què va ser estudiat en profunditat pel doctor Ernst Graffemberg que l'any 1944 va publicar el primer article científic sobre aquesta zona. L'interès i l'actualitat sobre el Punt G han crescut ostensiblement des de la dècada del 1970, tot i que tant els practicants del sexe tàntric com els antics daoistes ja el coneixien.
El terme 'Punt G' masculí també es fa servir analògicament per referir-se a la pròstata de l'home, la qual pot ser estimulada per mitjà del sexe anal o pressionant el perineu abans i durant l'ejaculació.